# II Congresso panucraino dei Soviet
Il Secondo Congresso panucraino dei Soviet dei deputati degli operai, dei braccianti e dei soldati dell'Armata Rossa si tenne a Ekaterinoslav tra il 17 e il 19 marzo 1918.

## Risultati delle elezioni
| Liste  | Liste                                                          | Voti | %     | Seggi |
| ------ | -------------------------------------------------------------- | ---- | ----- | ----- |
|        | Socialrivoluzionari ucraini e russi ed alleati                 |      | 42,95 | 414   |
|        | Bolscevichi                                                    |      | 41,60 | 401   |
|        | Filobolscevichi                                                |      | 2,80  | 27    |
|        | Partito Operaio Socialdemocratico Ucraino (sinistra comunista) |      | 1,35  | 13    |
|        | altri partiti                                                  |      | 2,59  | 25    |
|        | Indipendenti                                                   |      | 8,51  | 82    |
| Totale | Totale                                                         |      | 100   | 964   |

## Svolgimento
L'ordine del giorno comprendeva un decreto sulla Central'na Rada, sulla guerra e sulla pace, l'organizzazione delle forze armate, lo stabilimento dei rapporti con la Repubblica Socialista Federativa Sovietica Russa, un rapporto del governo, le questioni finanziarie, la redistribuzione delle terre e l'elezione del Comitato esecutivo centrale panucraino.
Al termine del Congresso, furono approvati il Trattato di Brest-Litovsk, la legge sulla socializzazione della terra, la risoluzione "Sul sistema politico", il decreto sulle otto ore lavorative e sul controllo ed il decreto sull'organizzazione dell'Armata Rossa dell'Ucraina; fu inoltre proclamata l'indipendenza dell'Ucraina e furono riconfermati i precedenti rapporti con la RSFS Russa, fu condannata la politica della Central'na Rada e furono eletti i 102 membri del Comitato esecutivo centrale panucraino e i 10 membri del Presidium.
Fu richiesto il ritiro delle truppe austrotedesche e i rappresentanti dei partiti ucraini della sinistra comunista proposero un compromesso con la Central'na Rada per consolidare le forze nazionali, ma la proposta non fu approvata. Vladimir Zatonskij fu eletto Segretario del Comitato esecutivo centrale panucraino.

## Composizione del Comitato esecutivo centrale panucraino
- Socialrivoluzionari russi e ucraini: 49 (48,04%)
- Bolscevichi: 47 (46,08%)
- Partito Operaio Socialdemocratico Ucraino (sinistra comunista): 5 (4,90%)
- Partito Socialista Polacco: 1 (0,98%)

## Composizione del Presidium
- Sinistra socialrivoluzionaria russa: 5 (50%)
- Bolscevichi: 4 (40%)
- Sinistra socialrivoluzionaria ucraina: 1 (10%)